# Anatoli Zhdanóvich
Anatoli Víktorovich Zhdanóvich –en ruso, Анатолий Викторович Жданович– (Novosibirsk, URSS, 23 de diciembre de 1961) es un deportista ruso que compitió para la URSS en biatlón. Ganó tres medallas en el Campeonato Mundial de Biatlón entre los años 1990 y 1992.

## Palmarés internacional
| Representando a la URSS |                     |                   |            |
| Campeonato Mundial      |                     |                   |            |
| Año                     | Lugar               | Medalla           | Prueba     |
| 1990                    | Minsk (URSS)        | Medalla de bronce | Individual |
| 1991                    | Lahti (Finlandia)   | Medalla de bronce | Equipo     |
| Representando a la CEI  |                     |                   |            |
| 1992                    | Novosibirsk (Rusia) | Medalla de oro    | Equipo     |